# Epaphroditos von Chaeronea
Epaphroditos von Chaeronea (Ἐπαφρόδιτοϲ, Χαιρωνεύϲ, geboren um 22/23 n. Chr. in Chaeronea; gestorben um 96/98 n. Chr. in Rom) war ein in Rom lebender Lehrer für griechische Sprache und Literatur (Grammatiker).

## Informationen der Suda
Die Suda macht zu seiner Biografie folgende Angaben: Geboren in Böotien, wuchs er im Haushalt des Grammatikers Archias in Alexandria auf und wurde von diesem ausgebildet. Marcus Mettius Modestus, Präfekt von Ägypten, erwarb ihn als Sklaven. Epaphroditos unterrichtete Modestus’ Sohn Petelinus und wurde später von seinem Herrn freigelassen. Von der Regierungszeit Neros bis in die Regierungszeit Nervas wohnte Epaphroditos dann in Rom „in den sogenannten Phainianokoria“, wo er zwei Häuser besaß. Er erwarb im Lauf der Zeit ungefähr 30.000 Bücher, darunter alte und schwer erreichbare Werke (καὶ τούτων ϲπουδαίων καὶ ἀνακεχωρηκότων). Epaphroditos, der laut Suda „groß und dunkelhäutig, von massiger Gestalt“ war, starb im Alter von 75 Jahren an der Wassersucht. Er hinterließ zahlreiche Bücher.

## Historische Einordnung

### Identität des Patrons; sozialer Status
Eine Person namens Marcus Mettius Modestus ist in der Zeit Neros nicht bezeugt; ein Präfekt dieses Namens kann in den Fasti der Provinz Ägypten nicht eingeordnet werden. Damit ist der Patron des Epaphroditos unbekannt. Francis Cairns schlägt vor, dass die Falschinformation aus den Aufenthaltsorten Alexandria und Rom herausgesponnen wurde: Aus dem in Alexandria ausgebildeten Grammatiker sei ein Büchersammler in Rom geworden, weil er Sklave und dann Freigelassener des Präfekten von Ägypten gewesen sei. Dass ein späterer Präfekt Ägyptens das Cognomen Mettius hatte, mag dabei verstärkend gewirkt haben.
Der soziale Status eines Freigelassenen ist aber abhängig von dem seines Patrons; folglich ist Epaphroditos’ Status nicht bestimmbar. Als Besitzer einer großen Büchersammlung war er aber zweifellos wohlhabend. Es ist anzunehmen, dass er nach seiner Freilassung in Rom eine Schule eröffnete, die zur Quelle seines Wohlstands wurde.
Für seine Büchersammlung brauchte er, wie allgemein angenommen wird, zwei Häuser. Die Ortsangabe Horrea Faeniana verweist auf Getreidespeicher, die Lucius Faenius Rufus bauen ließ. Die Angabe der Suda bereitet Schwierigkeiten: weder ist es wahrscheinlich, dass neue Getreidespeicher abgerissen und durch Wohnhäuser ersetzt wurden, noch, dass eine teure Büchersammlung in Getreidespeichern gelagert wurde. Vielleicht war Horrea Faeniana die Bezeichnung eines Stadtviertels.

### Eigene Werke
Eigene Schriften des Epaphroditos sind durch Erwähnungen in anderen Quellen bekannt:
- Kommentare zu den Büchern der Ilias;
- Kommentare zu den Büchern der Odyssee;
- Kommentar zu dem Schild des Pseudo-Hesiod;
- Kommentar zu den Aitia des Kallimachos, ein Beitrag zum Verständnis alexandrinischer Poesie;
- Alphabetisches lexikographisches Werk mit dem Titel Λέξεις;
- Etymologisches Werk, das die Bedeutung von Wörtern durch die in der Kaiserzeit beliebte Ableitungsmethode erklärte.

„Was wir von seiner fachwissenschaftlichen Leistung noch fassen können, weist ihn als ernsthaften und beachteten Grammatiker aus.“ (Johannes Christes) Die Kommentare zu den homerischen Schriften galten als Hauptwerk des Epaphroditos. Sie enthalten eine Fülle von Informationen zu Ortsnamen bei Homer und wurden daher von Stephanos von Byzanz ausgiebig zitiert. In seinem Kommentar zu einer schwierigen Stelle der Ilias (19,77) zeigt er sich als Schüler des Archias von Alexandria.

### Kontakt zu Flavius Josephus
Flavius Josephus widmete drei seiner vier erhaltenen Werke einem Epaphroditos. In den Jüdischen Altertümern schrieb er eingangs, er sei von ihm zu diesem umfangreichen Werk ermutigt worden. Er charakterisierte ihn so: „Epaphroditus, ein Mann, der jede Art von Bildung liebgewonnen hat, der ja am meisten aber Freude hat am Miterleben von Ereignissen als einer, der ja selbst bei bedeutenden Ereignissen dabei war und bei mannigfachen Schicksalsschlägen, der aber in allen eine bewundernswürdige Stärke des Naturells bewies und einen unverbrüchlichen Entschluss zur Tugend.“ Die Identifikation mit Epaphroditos von Chaeronea ist nach Hannah M. Cotton und Werner Eck relativ wahrscheinlich.

### Statue
Der lateinische Name des Epaphroditos von Chaeronea lautete nach seiner Freilassung M. Mettius Epaphroditus. Eine Marmorstatue im Palazzo Altieri al Gesù, Rom trägt die Inschrift: M(arcus) Mettius / Epaphroditus / grammaticus Graecus / M(arcus) Mettius Germanus l(ibertus) fec(it). Die Übereinstimmung mit den Angaben der Suda lässt es möglich erscheinen, dass die Statue Epaphroditos von Chaeronea darstellt. Sie befand sich bis Ende des 18. Jahrhunderts in der Sammlung Jacopo Paluzzi Albertoni. Das Museo della Civiltà Romana besitzt einen Abguss des Werks. Epaphroditos ist als bärtiger Mann dargestellt, gekleidet in ein Himation und auf einem erhöhten Lehrstuhl sitzend. In der Linken hält er ein Buch, der Kopf ist leicht seitwärts in meditativer Pose erhoben. Seit der Erstpublikation 1570 durch Fulvio Orsini ist die Identität des Dargestellten mit dem Epaphroditos der Suda oft akzeptiert worden. Die Statue selbst stammt allerdings frühestens aus der Zeit der Antoninen; dem Epaphroditos wäre also erst rund 40 Jahre nach seinem Tod dieses Denkmal gesetzt worden, vielleicht, weil die von ihm gegründete Schule später von dem Freigelassenen Germanus geleitet wurde. Dabei muss man aber auch mit der Möglichkeit rechnen, dass Epaphroditus gerade wegen der Bekanntheit des Grammatikers und Büchersammlers später als Name für Sklaven bzw. Freigelassene, die als Grammatiker arbeiteten, gewählt wurde.